# Badoo
Badoo és una xarxa social creada per l'empresari rus Andrey Andreev l'any 2006 des del Regne Unit. En menys de 5 anys va depassar la barrera dels 100 milions d'inscrits i es calcula que actualment en té més de 350. Orientat a les relacions personals (lligar, xatejar, etc.) té fama de poc escrupolós amb les dades personals dels seus usuaris. Disposa de versió en català.

## Història
Badoo és una xarxa social fundada l'any 2006 per l'empresari rus Andreev Andrey. L'empresa, amb seu a Soho, Londres, és propietat d'una companyia ubicada a Xipre. Al setembre de 2011, la revista britànica The Economist va publicar un article explicant la gran oportunitat que té Badoo d'esdevenir "una de les empreses líders d'Internet a Europa "a causa del descobriment d'una nova i àmplia quota de mercat.
Al maig de 2012, la companyia va anunciar que havia arribat als 150 milions d'usuaris registrats a tot el món. El portal opera a 180 països i la seva major activitat es troba a Amèrica Llatina, Espanya, Itàlia i França. Badoo ocupa la posició 52 de les pàgines web més populars a França i el lloc 117 a nivell mundial, segons Alexa Internet. El juliol de 2011, Badoo va ocupar el lloc 59 dels llocs web més visitats del món, amb 46 milions de visites úniques mensuals, per davant de CNN.com (posició 60). Badoo creix a un ritme trepidant: 150.000 noves persones es registren al web cada dia.
Un estudi realitzat el 2009 sobre la protecció de la privacitat a 45 xarxes socials, va situar a Badoo en una de les últimes posicions.
Jessica Powell és la directora de desenvolupament del negoci de la companyia. Powell compta amb més d'una dècada d'experiència en la indústria digital, havent ocupat diversos llocs executius tant a Europa, com als Estats Units i Àsia. Abans de la seva incorporació a Badoo era Directora de Comunicació i Assumptes Públics a Google, i és responsable de l'estratègia de comunicació interna i externa de la companyia en l'àrea d'Àsia i el Pacífic.
El director de negoci de la companyia és Andrew Parker. Parker és l'encarregat de gestionar tots els aspectes financers, jurídics i administratius de Badoo. La seva trajectòria laboral ha passat per empreses com PricewaterhouseCoopers, Sony o V2 Music Group.
Entre les noves incorporacions a l'equip de Badoo, es troba Benjaming Ling, exexecutiu de Google, com a director d'operacions de Google. Des del seu lloc de cap d'Operacions, Ling serà l'encarregat de supervisar el desenvolupament de producte, enginyeria, desenvolupament de negoci i corporatiu, així com les aliances.

## Funcionament
Quan l'usuari es registra per primera vegada, ha d'assegurar-se de pujar una foto seva i escriure una breu descripció sobre ell per mostrar-la als altres usuaris.
Una vegada l'usuari ha creat el seu perfil, pot fer una ullada al "joc Trobades " i descobrir per què és l'ànima de Badoo. Simplement s'ha de votar Sí o No a la resta d'usuaris. Si tots dos usuaris es voten mútuament de forma afirmativa, es crearà una afinitat entre ells i podran començar xatejar.
Utilitzar Badoo és gratuït, però cal destacar que hi ha un apartat de pagament on els usuaris poden gaudir dels serveis premium de Badoo: "Crèdits" i "Súper Poders".

### Crèdits
Els "Crèdits" de Badoo ajuden a l'usuari a atreure l'atenció dels altres usuaris. Amb els crèdits té la possibilitat de pujar a les primeres posicions dels resultats de cerca amb els serveis "posa'm a dalt" i "destaca't". Els crèdits són recarregables: l'usuari pot comprar 100, 550, 1250 o 2750 crèdits cada vegada que vulgui.
També existeix l'opció de "recarrega automàtica", que facilita la forma de comprar crèdits. El sistema recarrega automàticament els crèdits de Badoo cada vegada que es disposin menys de 200. D'aquesta manera l'usuari no s'ha de preocupar d'anar recarregant els seus crèdits.

### Súper Poders
Els "Súper Poders" de Badoo ajuden a l'usuari a cridar l'atenció de la resta d'usuaris, i així a conèixer gent nova d'una manera més ràpida. Activant-los, veurà millorades les opcions per parlar, cercar gent afí a ell i compartir fotos i vídeos. Els Súper Poders de Badoo inclouen moltes funcions premium que els usuaris normals no tenen, i que suposen un munt d'avantatges:
- L'usuari por veure qui l'ha votat amb un 'Sí' a Trobades.
- L'usuari pot visitar perfils de Badoo sense que ningú el vegi.
- L'usuari pot desfer els últims vots 'No' que hagi fet a Trobades, així, si s'ha equivocat pot rectificar.
- L'usuari pot veure a qui ha agradat i l'ha marcat com a favorit.
- L'usuari pot aconseguir accés directe als usuaris més populars de Badoo.
- L'usuari és avisat dels usuaris que acaben d'unir-se a Badoo i xatejar amb ells immediatament.
- L'usuari pot fer que els seus missatges siguin els primers en ser llegits pels seus contactes.
- L'usuari té accés als adhesius més divertits.[9]

## Verificació del perfil
L'usuari ha de verificar el seu perfil, per així indicar a la resta d'usuaris que és una persona real.
Per verificar el perfil, l'usuari ha d'anar a la secció "Verificacions", que es troba a la pàgina principal de Badoo. Un cop a la secció de "Verificacions", l'usuari pot seleccionar una de les opcions disponibles per verificar el seu perfil.
Si l'usuari verifica el perfil amb almenys dos mètodes de verificació, apareix una marca blava sobre un fons blanc al costat del seu nom. Si l'usuari verifica el seu perfil amb una foto i almenys un altre mètode més, apareix una marca blanca en un fons blau al costat del seu nom.

### Verificació amb foto
L'usuari pot verificar amb una foto el seu perfil seguint les següents instruccions:
- Accedir al seu perfil.
- Anar a la secció de "Verificació del perfil".
- Apareixerà una finestra on l'usuari ha de fer clic a "prendre foto" per accedir a la seva càmera.
- L'usuari ha de fer-se una fotografia imitant el mateix gest que Badoo mostra en l'exemple.
- Si el gest és prou clar, l'usuari ha d'enviar la fotografia.

Aquesta foto no serà visible per la resta d'usuaris ni apareixerà al perfil de l'usuari.
Badoo pot rebutjar la foto si la cara de l'usuari no és prou visible amb claredat; si no es veu correctament el gest que demanaven; si la foto és molt fosca, brillant o borrosa; o si el gest de la foto no es correspon amb el gest que Badoo posa d'exemple.

### Verificació de dades
Badoo pot demanar a l'usuari que confirmi alguna de les seves dades, però només les dades que s'han afegit anteriorment.
- Badoo pot trucar a l'usuari i demanar-li que introdueixi un número en un camp concret en pantalla. Simplement ha d'introduir els darrers quatre dígits del número des d'on truca Badoo.
- Badoo pot demanar a l'usuari que confirmi la seva adreça de correu electrònic o número de telèfon. L'usuari no necessita tenir accés a la teva adreça o número de telèfon en aquell moment, ja que l'usuari només els ha d'introduir.
- Badoo pot demanar a l'usuari que introdueixi almenys una xarxa social al perfil.[11]

## Crítiques
En un estudi revisat per experts de la Universitat de Cambridge al 2009, Badoo va obtenir la puntuació més baixa per a la privadesa entre els 45 llocs de xarxes socials examinats. En el mateix informe, es va obtenir una "puntuació perfecta" per a l'accessibilitat verificada dels dispositius mòbils.
El diari finlandès Iltalehti va informar que nombrosos perfils Badoo van ser creats sense el consentiment de la gent i que la gent va informar les accions de Badoo a la policia.
Segons l'informe de transparència de Google sobre les sol·licituds d'eliminació de cerques derivades de la decisió "per oblidar-se d'oblidar-se", Badoo ha tret el vuit màxim nombre d'URL eliminats de la Cerca de Google, amb Facebook, YouTube, Grups de Google i Twitter que reben un nombre més alt de aquestes sol·licituds.
Una ressenya de CNET de Rafe Needleman va descriure la primera impressió de Badoo com a "esgarrifosa". Va dir que tot i que el lloc era anunciat com una manera de conèixer amics locals amb interessos compartits, era més com un lloc de cites amb foto. També va dir que la forma en què coincideix amb els usuaris era "fosca".